# Chrysops atrivittatus
Chrysops atrivittatus är en tvåvingeart som beskrevs av Schuurmans Stekhoven 1924. Chrysops atrivittatus ingår i släktet Chrysops och familjen bromsar. Inga underarter finns listade i Catalogue of Life.